# 雷電 (航空機)
三菱 J2M 雷電
試製雷電改（二一型の試作機）
- 用途：戦闘機
- 分類：局地戦闘機
- 設計者：堀越二郎
- 製造者：三菱重工業
- 運用者： 大日本帝国 海軍航空隊
- 初飛行：1942年（昭和17年）3月20日
- 生産数：621機
- 生産開始：1943年9月
- 退役：1945年8月
- 運用状況：退役

雷電（らいでん）は、大東亜戦争（太平洋戦争、第二次世界大戦）後期に大日本帝国海軍が運用した局地戦闘機（乙戦）。略符号はJ2M。
帝国陸軍の戦闘機とは異なり、「雷電」の名称は愛称ではなく制式名称であり、乙戦の場合は「雷」または「電」の字を含むことと定められていた。連合軍のコードネームはJack（ジャック）。
日中戦争（支那事変）の戦訓により陸上基地防空のため、速度、上昇力、火力を重視して開発されたが、初飛行後の不具合解消に手間取り実用化が遅れ、生産は縮小され生産数は比較的少数にとどまった。しかし南方や本土における防空戦闘に投入され、一定の戦果を挙げている。

## 概要
大型爆撃機の迎撃を主任務とする局戦に要求される性能は、爆撃機が飛行している高度に短時間で到達する上昇力、敵爆撃機に追い付く速力、そして一瞬のチャンスに敵爆撃機へ致命傷を与え得る火力の三つである。これらを重視して開発されたのが雷電である。雷電の開発は困難で時間がかかり、任務に就いた後でも全ての技術的な問題が解決された訳ではなかった。戦歴を通してエンジンに起因する問題を終始抱えており、三菱で476機、高座海軍工廠（神奈川県高座郡相模原町（現・座間市）、跡地は現在日産自動車座間事業所）および日本建鐵（千葉県船橋市、2015年1月に解散。跡地には現在イオンモール船橋が存在）で若干数が生産されたのみに終わった。

## 開発
支那事変時、中華民国空軍の爆撃機隊により陸上基地に被害を受けた海軍は、十二試艦上戦闘機（零式艦上戦闘機）試作一号機を領収した直後の1939年（昭和14年）9月に三菱単独指名で「十四試局地戦闘機」（以下、「十四試局戦」と略）を提示、翌1940年（昭和15年）4月に「十四試局地戦闘機計画要求書」を交付した。
計画書に記載されていた海軍の要求値は、概ね以下の様なものであったとされる。
最高速度
高度6,000 m において325ノット（約601.9 km/h）以上。340ノット（約629.7 km/h）を目標とする。
上昇力
高度6,000 m まで5分30秒以内、上昇限度11,000 m 以上。
航続力
最高速（高度6,000 m）で0.7時間以上（正規）。
武装
20 mm 機銃2挺、7.7 mm 機銃2挺。
その他
操縦席背面に防弾板を装備すること。
これを受けた三菱では零式艦上戦闘機と同じく堀越二郎を設計主務者とした設計陣を組み、開発に取り組んだ。
1940年（昭和15年）7月下旬から設計作業が本格化し、12月26日に第1次木型審査（実物大模型による審査）、翌1941年（昭和16年）初頭にかけて第2次、第3次審査が行われた。2月からは実機製作用図面の出図と部品製作が始まり12月に1号機の組み立てが完了、2度の構造審査を経て1942年（昭和17年）2月28日に1号機完成となった。3月20日に初飛行し、三菱テストパイロットによる試験飛行の後に5月下旬からは海軍による性能試験が行われた。その後8月末までにかけて、十四試局戦（J2M1）の試作機は合計8機が製作されている。
この中で、1942年（昭和17年）2月2日に海軍と三菱の合同で十四試局戦の性能研究会が開かれている。この会で提出された性能推算書によれば、火星一三型を搭載する J2M1（十四試局戦）の最大速度は 323 ノット（598 km/h）、MK4C性能向上型（火星二三型相当）を搭載する J2M2（十四試局戦改）の最大速度は 342 ノット（633 km/h）となっており、十四試局戦1号機初飛行以前のこの時点で要求性能の未達と性能向上型の製作が考慮されていたことがうかがえる。また同年4月の曽根嘉年技師のノートには J2M2 3号機以降も含めた表面仕上げに関する記述があり、性能試験が行われる以前から性能向上型に製作を移行する予定だったことがわかる。
1942年（昭和17年）5月に行われた性能試験では十四試局戦（J2M1）の最大速度は 310 ノット（574 km/h）程度と推算をさらに下回り、また10月に完成した十四試局戦改（J2M2）1号機の最大速度も 10 ノット（18 km/h）程度の向上しか見られない有様だった。

### 振動問題
空力優先でプロペラ延長軸を使う本機は振動では不利となるため発動機架に非連成方式（デカップリング方式）を採用、設計段階から振動対策をとっていた。にもかかわらず J2M1（火星13型+ハミルトン3翅プロペラ）では見られなかった異常な振動が J2M2（火星23型+VDM4翅プロペラ）から発症する。火星23型発動機は日本初となる水メタノール噴射を採用しており、各気筒の不均一燃焼が疑われ対策を講じたが根本的改善にはならなかった。飛行テストを担当する帆足大尉によれば振動には2種類あり「回転やブーストによらず常にゴツゴツと感じる低周波の振動（300/分）」および「高回転で起きる高周波のビー振動」であった。振動計とオシログラフで解析した結果、低周波振動については発動機からくる曲軸の2倍の速さ（発動機2次）の振動とプロペラの4倍の速さ（プロペラ4次）の振動が減速比0.54と非常に近いために起こるうなり振動であると判明。対策として振動の周期を一致させ、うなりを解消できる減速比0.5のファルマン式ギア（多量生産には不向きであった）を準備、高周波振動の方は発動機2+1⁄2次振動で、特に高回転で非常に顕著である事から推力式単排気管が疑われたが、集合排気管に換えても変化は無かった。1943年2月21日に待望の減速比0.5の機体を柴山操縦士が初飛行し「振動皆無の如し」と報告、関係者を喜ばせるもケルメット軸受けが焼き付いてしまい試験は継続不能になる。2台目の減速比0.5火星発動機の完成は遅れ4月24日に前回と同じ柴山操縦士がテストした所、低周波のゴツゴツ振動は無くなったが高周波の振動が我慢ならないほどに酷くなっていた。原因がわからず、防振ゴムの改良等の対策にも関わらず解消にはほど遠い状態であった。振動波形を分析した山室宗忠技師（三菱）は、発動機2+1⁄2次と発動機2次の2つ振動は位相が重なる時期が決まっており、プロペラの1回転と同期可能な点に着目し4本あるプロペラブレードの内、1本の基部にバンド式の不平衡オモリを取付て振動を抑える試験を実施、振動を減少させる事に成功したが、それでも射撃照準への影響が無視出来ないレベルで残った。これは戦闘機としては致命的であり、責任を感じた山室技師は飛行中の振動を体感するため帆足大尉が操縦する胴体後方に乗り込んで同乗テストにも臨み、設計者の堀越技師とも相談のうえ不平衡オモリの増加（1500g/cm→2500g/cm）を決定。このテストのため1943年6月16日に帆足大尉が離陸するが脚を引き込んだ直後に機首を下げて墜落、殉職してしまう。手詰まりに陥った山室技師はプロペラ振動を疑い、空技廠から松平精技師の応援も得て確認の作業に入る。発動機2+1⁄2次の振動は発動機の爆発力によって励起されるプロペラの曲げ振動に起因すると考えられ、簡単な計算の結果、プロペラ軸のたわみを考慮に入れるとプロペラの2次型の振動が2300回転で共鳴している事がわかった。そして松平技師が重大な発見をする。減速比0.5で最初に飛んだ試験「振動皆無の如し」と報告された時のプロペラが雷電用の物ではなく、より剛性の高い紫電用のプロペラであった事を突き止め、再びこれに交換して飛んでみると異常振動は解消していた。目立って減少したのは発動機2+1⁄2次の振動よりも発動機1次振動の方で関係者を驚かせた。発動機1次の振動源は主として発動機の捩り方向にあり、プロペラ軸を通してプロペラ翼の曲げ振動の励振力となる。これによってプロペラ翼は傘を開いたり閉じたりするような振動をし、機体には前後方向の振動として伝わる。プロペラの剛性が高ければ振動は運転範囲外で起きるため問題にならない。ただしプロペラ断面の厚さを増す事になるためプロペラ効率は低下した。飛行性能すなわちプロペラ効率を重視して薄いプロペラ断面を使うには発動機の捩じり方向の1次振動を抑える必要があり、二重星型発動機の前後列の主接合棒を180度（日本が従来から採用する方式）にするよりも、隣同士にする方が数倍減少するという E.S.Taylor および G.P.Bentley の研究が日本でも知られていた。しかしその場合「副接合棒の複傾斜のために上下方向に発動機2次の振動が大きくなる」とする田中敬吉博士の研究も存在し、発動機の軸受け荷重が激増、火星では約2トン増えると計算された。上下方向の発動機2次の振動を打ち消すためには曲軸とは逆方向に2倍の速さで回転する2次不平衡量が必要であり、現に米国のダブルワスプ、デュプレックスサイクロンは前後列の主接合棒を隣接配置にした上で、逆回転2倍速の不平衡量を曲軸の前後端に実装していた。これの追加装備は発動機の大改造となり、火星での導入は見送る他なかったが、誉の主接合棒を隣接配置として彩雲でテストしたほか、海軍の強い要望でハ43（MK9A）に導入すべく佐々木一夫技師らが2次不平衡量の設計に着手している（試作には至らずに終戦）。

### 量産開始
振動問題解決の過程で潤滑油温の過昇による潤滑油冷却器の容量増大、視界不良に対する風防拡大等が実施されている。
制式採用を待たずに1943年（昭和18年）9月から量産が始められ、試製雷電として海軍への引渡しが始まったが、部隊配属後も高高度において定格通りの出力が出ない、電動式の引込脚が動かないなど問題が多かった。高高度での出力低下は全開高度を引き上げた火星二六型への換装などで一応の解決を見たが、電動機構の不調は最後まで解決しきれないままであった。試製雷電が雷電一一型として制式採用されるのは、計画要求書交付から実に5年後の1944年（昭和19年）10月である。1944年（昭和19年）後半より既存機や新造機の双方に対して高高度で有利（最高速度の面では不利）な付け根までブレードの太いプロペラに変更するという対策が施されている。

## 特徴

### エンジン

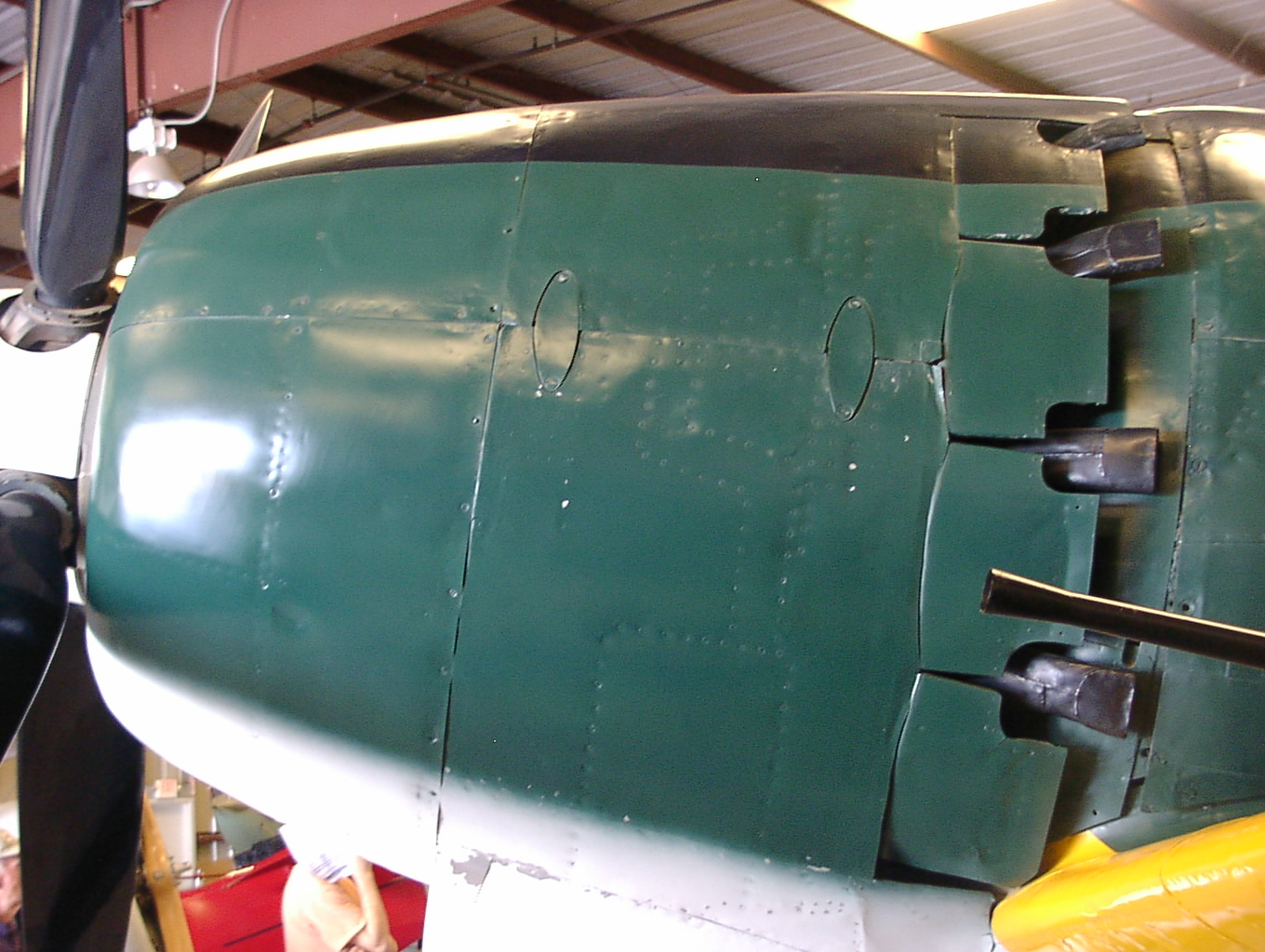
プレーンズ・オブ・フェイム航空博物館に展示されている雷電二一型の紡錘形エンジンカウル。プロペラはブレードが付け根まで広い高高度用。

速度と上昇力を確保するためには大馬力エンジンが必要であり、本来大型機用に開発された大直径ではあるが大馬力の「火星」が選定されている。大直径を補うために採用された紡錘形の胴体（後述）に適合するよう延長軸とプロペラ軸直結の強制冷却ファンを追加した火星一三型が用意されている。強制冷却ファンは機首の断面積を絞ったことによるエンジン冷却用空気流入量の減少による冷却効率の悪化を補うための装備である。ちなみに高度獲得のため最大出力で上昇を継続する場合、エンジンの発熱に対し登坂のため速度も出ずカウルフラップを大きく開いて冷却維持に努める事になるが、カウルフラップの最大開度を比較すると同じ三菱の零戦が30度なのに対し強制冷却ファンを持つ本機は15度である。
十四試局戦改（J2M2）以降では火星二三甲型を装備した。これは水メタノール噴射装置によって出力を引き上げた二〇型に延長軸と増速式の強制冷却ファンを装備し燃料噴射装置を備えたものである。また雷電三三型（J2M5）および二三型（J2M7）で装備された火星二六甲型は、過給器増速比を増して全開高度を引き上げたものである。なお、火星エンジン自体は電動慣性始動器に対応したエンジンではあるが、雷電では発動機搭載方法の関係で手動慣性始動器が装備されている。
なお雷電の火星エンジンは空中で一旦停止してしまうと再始動が困難なため、各燃料タンクをギリギリまでは使わず、早めに次のタンクに切り替えていた。これは航続力にはマイナスだったが、無用な機体損失を避けるためやむを得なかった。
プロペラのピッチ変更機構は、当初ドイツVDM社開発の電動式ガバナー搭載モデルを住友金属（現・日本製鉄）がライセンス生産したものが用いられた。これはピッチの変更速度はハミルトン・スタンダード開発の油圧式に劣るが変更角度が大きいため適応する高度域が広くなるという利点があった。しかし故障が多発したため、十四試局戦改（J2M2）以降はハミルトンの油圧機構を組み込んだ折衷型を使用した。
なおプロペラ枚数は十四試局戦（J2M1）が三翅(直径3.2ｍ)、十四試局戦改（J2M2）以降は四翅（直径3.3ｍ）である。また後期では高空性能改善のため幅広のものが装備された。
強制冷却ファンは十四試局戦（J2M1）が直結22枚羽根、十四試局戦改（J2M2）以降は増速式14枚羽根で、プロペラ軸回転数の3.18倍に増速され、これを回す分の馬力が削られた。

### 胴体

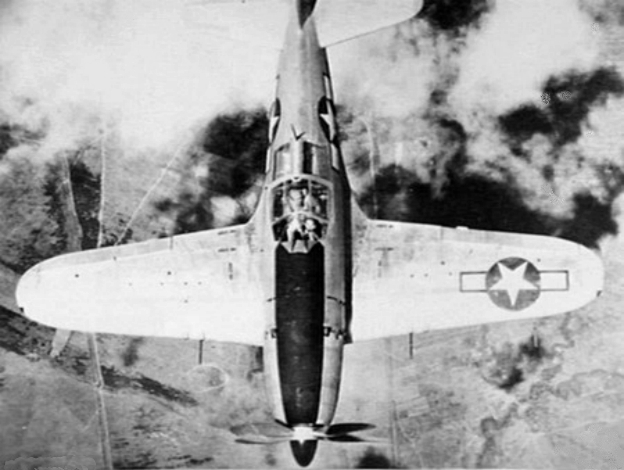
アメリカ軍に接収された雷電の上面写真

火星の直径は 1,340 mm と、零戦に搭載された栄と比べて 200 mm 近く大きい。そこで空気抵抗を可能な限り減少させるために、エンジンに延長軸を装着してプロペラを前方に出した上で機首の断面積を絞り込み、エンジンよりも後ろの操縦席付近で最も太くなる紡錘形の胴体が採用された。これは空技廠の風洞実験データに基づいており、同時期に開発が進んでいた十五試水上戦闘機でも採用されているが、実機のレイノルズ数では層流を維持できず風洞模型のような効果は出なかった。また風防は前面を曲面ガラスとした上で高さをごく低くし、形状もファストバック型として抗力減少を図った。
ただし代償として前下方及び後方、側下方視界が悪く、曲面ガラスによって風景が歪んで見えるという問題が発生したため、十四試局戦改（J2M2）以降ではそれ以前と比較して機首を 205 mm 短く、風防をやや高くして前面ガラスの平面部を増やし、側面ガラスを下方向に大きくする設計変更が行われている。量産後も三三型（J2M5）、三一型（J2M6）でさらに風防の高さを幅を増し、風防前の上部胴体を斜めにそぎ落とす改設計が行われたものの速度低下をきたし、高座工廠は視界改善策を行わない二一型（J2M3）の胴体のまま生産を続けた。
なお三三型（J2M5）、三一型（J2M6）で行われた視界改善策について古峰文三は、1944年（昭和19年）度に基地航空隊主力機として大量生産される予定だったためであり、高座工廠生産機に視界改善策が導入されなかったのは減産が決定（主力機化の断念）していた状態で既に稼働している量産ラインを阻害しないためであるとしている。
胴体部だけの風洞模型を用いた実験では、紡錘形の胴体そのものの抗力は低かった。だが、実際の飛行機では、プロペラ後流が絞り込むように流れるため、エンジン後方から胴体を絞っていく設計（例えば二式単座戦闘機やフォッケウルフ Fw190）の方が少し抵抗が小さかった事が後から判明している。堀越自身も紡錘形胴体について『実際の利益は当時の理論ほどには著しくなかったようで、600km/h付近から空気の圧縮性が目に見えて効いてくるという説も、少し誇張された議論であったことが後になって判明した』と著書に記し、空技廠を発端とする残念な錯誤であった事を暗に示唆している。
表面積の広さに比例する摩擦抵抗においては雷電の太い胴体は損であり、外気流より流れが速いプロペラ後流圏内ではその影響が強まる。また主翼と胴体の干渉抵抗は、正面から見た主翼と胴体側面のなす角度が大きいほど有利で、Me262、Do17、F6F、XP67等はこれを汲んだ設計だが、楕円断面の胴体に低翼とした雷電はこの角度が狭く翼胴の干渉抵抗が大きい。
プロペラ効率を抗力係数で割った数値 η/Cd について、内藤子生は「高速飛行値」と呼び、山名正夫は「最大速度時の η/Cd は高速性能から見た飛行機の洗練度を示す」と書いている。この数値はグラフ化されており、雷電の数値は液冷彗星、彩雲、零戦、空冷彗星、流星に劣っている。

### 主翼
主翼の翼型には1940年代当時、高速機に有利として着目され始めていた層流翼を翼根側に、外翼側を従来翼型とした半層流翼を採用している。これは当時、層流翼は失速特性が良くないとされたためで、外翼をより失速特性の良好な従来翼型とすることで翼端失速／不意自転を防ぎ、2度の翼端捩じり下げと合わせ気流剥離が翼根側から始まる安全な失速特性を得ている。
ただし層流翼は表面の凹凸にデリケートで、塗装膜の気泡や昆虫の衝突による付着物でも後方三角形状に層流が崩れ、乱流に遷移して摩擦抵抗が増加する。偵察機 彩雲も同じく層流翼型を採用しているが主翼の外板を厚くし鋲数も減らして表面の凹凸を最小限に抑え、主脚も桁前ではなく桁間に引き込んで前縁部の強度を上げている。残念ながら雷電ではこの点に留意した設計にはなっていないが重量の増加は見ずに済んだ。
主翼面積は零戦二一型と比べて約10％小さくなっており、全幅が1.2m短縮されたために中・高速域では零戦よりも横転性能は良好だったといわれる。引き換えに日本海軍機としてはかなりの高翼面荷重となったため、フラップは九六艦戦や零戦が装備した単純なスプリット式ではなく、より高い揚力係数を発揮するファウラー式を採用。手動の空戦フラップとして使用できるよう設計され、操縦桿上部の引金状のボタンでフラップを出し入れする。計器盤の右側にフラップ角度表示計があり、これを見ながら 0度～16度 の範囲にセットできるが、紫電改の包絡線フラップのように最適な角度に自動調整されるものではなくパイロットが任意に操作する仕組みである。フラップの出し入れに要する時間は「出 2～3秒 / 入 1.8～2.5秒」で、操縦桿の頂部にはボタンをロックする「動/止」ツマミがあり空戦時以外は「止」位置でロックしておく。離着陸で使用する時の最大下げ角度は 50度で、電圧９ボルト0.8馬力の駆動モーターで800回転（6～7秒）を要する。空戦フラップとして使用する場合を含めモーターが過熱して焼損の恐れがある時はブザーが鳴ってパイロットに警告する。

### 武装・防弾

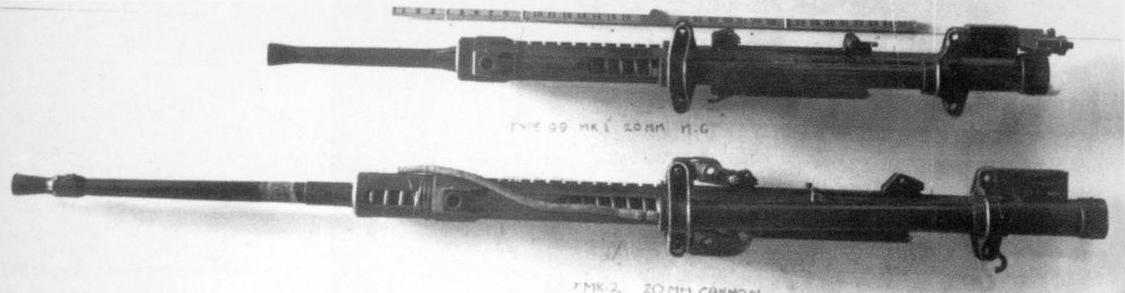
上が九九式一号二〇粍機銃、下が九九式二号二〇粍機銃。

一一型までの武装は零戦と同じく翼内に20mm機銃2挺、胴体に7.7mm機銃2挺であったが、二一型以降は胴体の7.7mm機銃を廃止し20mm機銃4挺を翼内に装備している。しかし二一型の開発時期と九九式20mm機銃の生産が短銃身の一号銃から長銃身の二号銃に移行する時期が重なり、二号銃を必要数確保出来ない恐れがあったために外翼側に一号銃、内翼側に二号銃を混載するという妥協案が採られている（紫電一一型の初期生産型も、二号銃ではなく一号銃を装備している）。一号銃と二号銃は同じ九九式ながら構造がかなり異なり、また弾薬包も互換性がないため、機銃そのものの整備や補給に支障をきたし、また弾道にバラツキが出るなどという結果となった。なお、B29への直上方攻撃時、視界の悪さから目標が胴体に隠れて照準が困難になるのを改善するため20mm機銃を4度上向きに調整したという。
1944年11月には翼内武装を二式30mm機銃2挺とした二一型が302空に2機配備され、12月3日の迎撃戦で杉滝巧上飛曹がB29に前下方攻撃をかけて空中分解させている。1945年春には五式30mm機銃2挺を装備した三三型も1〜2機が同空に配備されたという。
防弾装備として操縦席背後に8mm厚防弾鋼板を装備している他、一一型以降は翼内タンクに自動消火装置を装備、二一型以降は前部風防内に防弾ガラスを追加し、胴体タンクを自動防漏式としている。

### その他
フラップと脚の駆動には油圧ではなく電動機構を採用した。構造が複雑化しやすく油漏れの要因にもなる高圧油配管を廃することで生産性と信頼性を向上させる意図があった。
雷電の燃料タンクは胴体(操縦席前)、主翼、落下増槽が標準だが、302空では操縦座席後方に機内増槽を追加装備した例がある。B29の接近情報を受け迎撃発進までに余裕がある時は別として、余裕なく緊急発進しなければならない場面では、その空気抵抗により上昇を鈍らせる落下増槽よりも機内増槽の方が高度獲得に有利であった。滞空時間では不利であっても結局交戦時は落下増槽を投棄するので、一刻を争う状況では上昇する間に使い切る程度の機内増槽が好都合だったと言える。

### 高座工廠製の雷電
高座工廠は302空の厚木基地に隣接する海軍の工場で雷電二一型を生産しており、台湾で募集された少年達が工員の主力として働いていたが、責任者が生産の質よりも数を優先したため欠陥を持つ機が少なくなかった。まず主翼の工作精度が悪く三菱製の雷電よりも失速が早まっており 、その差は6〜7ノット（11〜13km/h）も違っていた。このために着陸の直前で墜落した機があったほか、主翼がねじれる傾向が有り、高度7000mから1500mまで降下すると、5機のうち3機は横転に入ってしまったという。さらに速度が300ノット以上になると機首が左に向く癖があり、方向舵修正タブで補正できるうちは良かったが、テスト飛行で左失速反転の降下に入れた際、凄まじい左横転が止まらなくなり、引き起こしを試みた瞬間に空中分解する事故が発生。操縦員は落下傘で生還したものの重大事故として事故機の残骸が調査され、垂直安定板の取付角がわずかに狂っていた事が判明。高座工廠で生産途中の機体にも同様の狂いが確認され、製造工程、検査体制の不備が露呈している。そのほか三菱製に比べ鋲打ちが荒いという指摘や、計器盤の計器取付位置の間違い、方向舵操作ケーブルの左右逆接続など初歩的ミスも報告されている。

## 戦歴
大馬力エンジンを装備し、更に大火力を持つ雷電は海軍の大きな期待を集め、1943年（昭和18年）頃には零戦に替わる海軍の主力戦闘機として大増産計画が立てられた。この計画では雷電の増産に併せて零戦は減産し、1944年（昭和19年）には三菱は零戦の生産を終了（中島飛行機では空母搭載用の零戦を僅かに生産）して雷電のみを生産する予定であったが、上記の諸問題により実用化が遅れたことから計画は白紙に戻され、雷電はほぼ同時期に実用実験が行われていた紫電改と比較され、特に紫電改に比べ対戦闘機戦闘能力が低いことが指摘された。
海軍における新型機の審査を受け持つ横須賀航空隊は、両者の試作機を比較テストした上「紫電改は対戦闘機戦闘も可能だが、雷電は零戦と組み合わせなければ性能を活かすのは難しい」と結論し、雷電の生産を中止して紫電改の生産に集中すべきだという報告書を海軍航空本部に提出した。しかし、期待された紫電改も誉発動機の不調に悩まされており、その解決に要する間隙を埋める機体が必要であったこと、また雷電の太い胴体はアメリカ陸軍航空軍のB-29爆撃機に対抗するために必須と考えられていた排気タービン過給器（ターボチャージャー）と中間冷却機（インタークーラー）の搭載に有利と考えられたことから、少数ではあるが生産と改良型開発の継続が決定され、拠点防衛部隊を中心に配備されることになった。
最初の雷電配備部隊として、バリクパパンにある日本の油田防衛部隊である第三八一海軍航空隊が編成されたが、雷電の生産がはかどらないため零戦を装備してスピンガンに進出している。後にスピンガンへ空輸された雷電を受け取った第三八一航空隊は、製油所から豊富に産出される高品質燃料を使って訓練を積み、短期間ではあるが油田攻撃に飛来するアメリカ軍や、イギリス空軍のB-24、P-38、P-47を迎撃して少なくない戦果を挙げた。その他の部隊では、本土防空専任部隊として編成された第三〇二航空隊（厚木）、第三三二航空隊（岩国、鳴尾）、第三五二航空隊（大村）台湾の台南航空隊（台南）に主として配備され、特に神奈川県厚木飛行場所属の小園安名大佐率いる第三〇二航空隊の乙戦（雷電）隊は、東京・京浜地区に侵入するB-29爆撃機迎撃で最も戦果を挙げた。雷電隊の赤松貞明中尉は厚木基地でのエース・パイロットであった。
変わったところでは、輸送機部隊であった第一〇〇一海軍航空隊（第二鈴鹿）において、第一・第二鈴鹿飛行場に併設されていた三菱重工三重工場で製造・整備された雷電を実戦部隊に空輸するまでの間、一〇〇一空隊員が乗ってB-29爆撃機の迎撃にあたった。1944年（昭和19年）12月に名古屋空襲が始まると臨戦態勢に付き、佐々木原正夫飛曹長がB-29を1機撃墜したほか、宮田房治中尉の三号爆弾による攻撃などの戦闘記録を残している。

## 派生型
十四試局地戦闘機（J2M1）
火星一三型を搭載した試作型。3翅プロペラ、初期は曲面ガラスを使用した背の低い風防を装備していたが、後に背を高くして視界を改善。武装は翼内20 mm 機銃2挺、胴体7.7 mm 機銃2挺。
十四試局地戦闘機改／試製雷電（J2M2）
発動機を水メタノール噴射装置と燃料噴射装置を追加した火星二三甲型に換装、プロペラを4翅に変更、排気管を集合式から推力式単排気管に変更し、20 mm 機銃を銃身の長い九九式二号銃三型に換装した型。主翼上下面に大型のドラム弾倉を覆うための涙滴型の突出部がある。
一一型（J2M2）
十四試局戦改／試製雷電の生産型。生産途中から機首下部の潤滑油冷却器用空気取入口、翼内タンクに自動消火装置を追加。20 mm 機銃を二式30 mm 機銃に換装した機体も少数存在する。
二一型（J2M3）
主生産型、試作名称は「試製雷電改」。胴体内7.7mm機銃を廃止、主翼構造を改変強化し翼内20 mm 機銃を4挺（ベルト給弾）に増強。胴体燃料タンクを自動防漏化し容量20L減で390Lに（J2M3/3003号機以降）。発動機空気吸入管を拡大、統一型落下増槽懸吊に適応（J2M3/3204号機以降）。20 mm 機銃を二号銃に統一した二一甲型（J2M3a）も試作された。最も多く生産された(三菱だけで約280機)。
三二型（J2M4）
排気タービン過給器を搭載した高高度型で、三菱と空技廠で試作が行われた。
三菱機は二一型をベースとし発動機を火星二三型丙に換装、発動機架を200 mm 延長、潤滑油冷却器を発動機覆前部に移動、カウリング開口部拡大などかなり手が加えられたのに対し、空技廠機は一一型、後に三一型をベースとし最低限の改造で排気タービンを搭載した。第二一海軍航空廠でも簡易改造型の製作が行われており、排気タービンの搭載位置は全て発動機直後の胴体右側面である。
完成した機体は厚木の三〇二空、大村の三五二空にて実戦投入されたが、尾翼のバフェッティング（胴体側面に整流板を取り付けることで解決）、重量バランスの悪化、着陸速度の増大など問題が多く大量生産は断念された。
三三型（J2M5）
発動機を火星二六型に換装、機首下部の潤油冷却器用空気取入口を半埋め込み式とし、風防の高さを50 mm 、幅を80 mm 増し、風防前部の胴体上面を斜めにそぎ落とし視界改善を実施した型。高高度性能を確保するため、機械式過給器用の空気吸入通路が拡大されている。大戦末期に少数ながら三〇二空や三三二空等に配備された。二一型・三一型と同様、20 mm 機銃を二号銃に統一し主翼桁を補強した三三甲型（J2M5a）も試作された他、20 mm 機銃4挺を五式30 mm 機銃2挺に換装した機体も少数存在する。
三一型（J2M6）
二一型に三三型と同じ視界改善だけを実施した型。空気抵抗の増加により速度と上昇力が低下した。昭和19年（1944年）末以降の三菱生産機は主にこの型式。二一型・三三型と同様、20 mm 機銃を二号銃に統一した三一甲型（J2M6a）も試作された。
二三型（J2M7）
二一型のエンジンを火星二六型に換装した型。機首下部の潤滑油冷却器用空気取入口は半埋め込み式だが、風防と胴体形状は二一型と同じ。高座工廠で生産予定であったが極少数機が完成したのみ。
キ65
陸軍が計画していた機体。メーカーへの要求が二転三転する中で、小改造による十四試局戦の陸軍型となっていた時期が存在する。

## 諸元
| 制式名称     | 十四試局地戦闘機                                                                           | 雷電一一型                                                                     | 雷電二一型 | 雷電三三型 |
| ------------ | ------------------------------------------------------------------------------------------ | ------------------------------------------------------------------------------ | --- | --- |
| 機体略号     | J2M1                                                                                       | J2M2                                                                           | J2M3 | J2M5 |
| 全幅         | 10.8 m                                                                                     | 10.8 m                                                                         | 10.8 m | 10.8 m |
| 全長         | 9.9 m                                                                                      | 9.695 m                                                                        | 9.695 m | 9.945 m |
| 全高         | 3.82 m                                                                                     | 3.81 m                                                                         | 3.81 m | 3.945 m |
| 主翼面積     | 20.05 m2                                                                                   | 20.05 m2                                                                       | 20.05 m2 | 20.05 m2 |
| 自重         | 2,191 kg                                                                                   | 2,348 kg                                                                       | 2,490 kg | 2,540 kg |
| 正規全備重量 | 2,861 kg                                                                                   | 3,210 kg                                                                       | 3,440 kg | 3,507 kg |
| 翼面荷重     | 142.6 kg/m2                                                                                | 160.0 kg/m2                                                                    | 171.5 kg/m2                                                                                                   | 174.9 kg/m2                                                                                                   |
| プロペラ     | 住友VDM 直径3.2m 3翅                                                                       | VDM 油圧式可変ピッチプロペラ 直径3.3m×4翅                                      | VDM 油圧式可変ピッチプロペラ 直径3.3m×4翅                                                                     | VDM 油圧式可変ピッチプロペラ 直径3.3m×4翅                                                                     |
| 発動機       | 火星一三型/減速比 0.684                                                                    | 火星二三甲型/減速比 0.5                                                        | 火星二三甲型/減速比 0.5                                                                                       | 火星二六型/減速比 0.625                                                                                       |
| 最大出力     | 1,430馬力（離昇）/1,300馬力（高度6,000 ｍ）                                                | 1,820馬力（離昇）/ 1,510馬力（高度4,150m）                                     | 1,820馬力（離昇）/ 1,510馬力（高度4,150m）                                                                    | 1,820馬力（離昇）/ 1,400馬力（高度7,200m）                                                                    |
| 最高速度     | 574km/h（高度6,000 m）                                                                     | 596.3 km/h（高度5,450 m）                                                      | 596.3 km/h（高度5,450 m）                                                                                     | 614.5 km/h（高度6,585 m）                                                                                     |
| 上昇力       | 6,000m まで6分16秒                                                                         | 5,000mまで4分30 秒                                                             | 6,000 m まで5分38秒                                                                                           | 6000mまで6分20秒/8,000 m まで9分45秒                                                                          |
| 実用上昇限度 | 11,000m以上                                                                                | 11,680m                                                                        | 11,520m | 11,500m |
| 降下制限速度 |                                                                                            |                                                                                | 740.8 km/h | 740.8 km/h |
| 燃料搭載量   | 機内 710L                                                                                  | 胴体内410L + 主翼内90L×2 + 増槽250L 合計：最大840L                             | 胴体内390L + 主翼内90L×2 + 増槽250L／統一型増槽300L～400L 合計：最大820L／970L （3203号機以前／3204号機以降） | 胴体内390L + 主翼内90L×2 + 増槽250L／統一型増槽300L～400L 合計：最大820L／970L （3203号機以前／3204号機以降） |
| 水メタノール |                                                                                            | 胴体タンク 130L                                                                | 胴体タンク 120L                                                                                               | 胴体タンク 120L                                                                                               |
| 航続性能     | 1,422km（正規） 2,172km（過荷、増槽装備）                                                  | 1,056km (正規) 2,520km (過荷、増槽装備)                                        | 1,056km (正規) 2,520km (過荷、増槽装備)                                                                       | 全力0.5時間 + 巡航1.5時間                                                                                     |
| 武装         | 20mm機銃2挺（九九式二〇粍一号機銃三型60発×2） 7.7mm機銃2挺（九七式七.七粍固定機銃550発×2） | 20mm機銃4挺（九九式二〇粍一号機銃四型190発×2 九九式二〇粍二号機銃四型210発×2） | 20mm機銃4挺（九九式二〇粍一号機銃四型190発×2 九九式二〇粍二号機銃四型210発×2）                                | 20mm機銃4挺（九九式二〇粍一号機銃四型190発×2 九九式二〇粍二号機銃四型210発×2）                                |
| 爆装         | 30kg爆弾×2発                                                                               | 30kg爆弾×2発 または 60kg爆弾×2発                                               | 30kg爆弾×2発 または 60kg爆弾×2発                                                                              | 30kg爆弾×2発 または 60kg爆弾×2発                                                                              |

## 評価

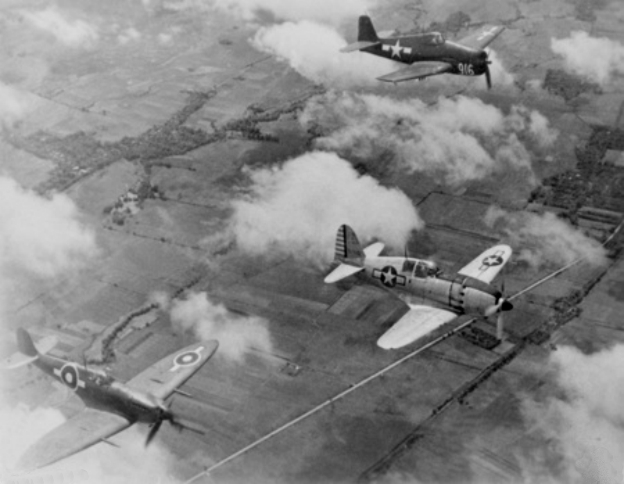
アメリカ軍によるテスト飛行。イギリス軍も随伴している（1945年）

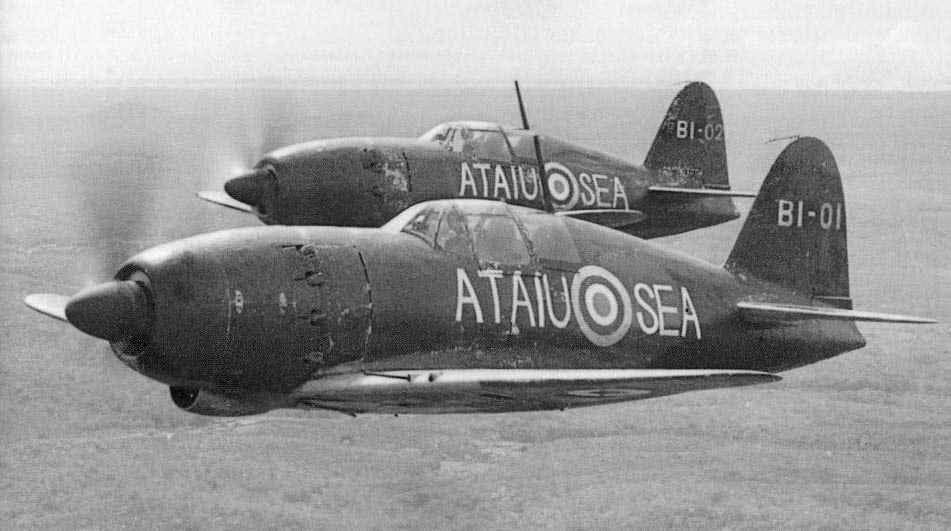
イギリス軍によるテスト飛行（1945年12月）

日本の陸海軍戦闘機の中では上昇力、速度、加速性、実用上昇限度が確保されているため爆撃機の迎撃では一定の評価を受けている。
しかし零戦で訓練してきたパイロットにとって高翼面荷重の本機は操縦が難しく、着陸速度は零戦（119km/h）の1.36倍（162km/h）であり、零戦のつもりで着陸すれば墜落は必至だった。空技廠実験部にいた戸口勇三郎によれば大馬力のため離着陸滑走時の左偏向癖が強く直進が困難で、太い胴体に遮られ尾輪が浮くまでは前方正面が見えず、また302空の赤松貞明によれば旋回性能は手動の空戦フラップを使っても零戦ほどではなかったと言い、航続時間の短さも不満点に挙げている。いっぽう302空分隊長だった伊藤進は垂直旋回でちょっと操縦桿を引くとすぐ失速してキリモミに入りかけるとしており、格闘戦にはきわめて不向きであると記している。ただし本機の操縦性に大きな難点はなかったとされ、同じ302空分隊長磯崎千利から雷電同士の格闘戦訓練で鍛えられた市村吾郎は「これで失速の感じをよくつかめた」と語っている。
また1942年10月、福生で行われた陸海軍試作機の互乗研究会にJ2M1が持ち込まれ、陸軍の荒蒔義次少佐が試乗。「視界は良くないが、ずんぐりした機体のわりに舵の釣り合いがとれていて、乗りにくい飛行機ではなく、全体として"悪くない"」と評し、二式単座戦闘機との比較では「速度と旋回ではJ2M1がまさり、上昇力は二式戦一型が上、着陸は二式戦より楽だった」と語っている
。
戦中戦後にテスト飛行したアメリカ軍のパイロットには好評であった。これは紡錘形の胴体によって日本機にしてはコックピットが広く、大柄なアメリカ人にとっても乗り心地が良かったからと言われる。日本では問題視された着陸性能の悪さも、アメリカの基準ではさして問題とされなかった。
フィリピンでアメリカ軍に接収された二一型初期生産機（製造番号3008号機）である鹵獲機「S12」を用いたテストの結果として、鹵獲機の調査結果を記録したTAIC Manualには、最高速度671 km/h（高度5,060 m）、上昇力5分10秒/高度6,100 m と日本側の諸元値を大幅に上回る数値が記載されている。この TAIC Manual の冒頭の説明に「性能は計算による推測値」である旨が明記されているが、飛行する「S12」の写真があるのも事実であり、「各舵の効きは速度 520kmまでは良いが、それを越えると補助翼が急に重くなり、横転動作が緩慢になる」などの報告は、今後実戦で闘う相手の情報共有を目的としており真剣に飛行テストされた可能性が高い。また「失速特性は優秀で、回復が非常に早く、スピンに陥る傾向は全くない」事が報告されている。この製造番号3008号機は元々バリクパパンの381空に配備予定だったもので、不調のため中継地点のマニラ郊外の野戦飛行場に残置されていたところを鹵獲された物だったが、別に捕獲した新品同様のエンジンに換装してテストにのぞんだという。
試験環境における燃料は、92オクタンの燃料に水メタノール噴射を組み合わせたものである。試験時の重量は、7,320 lb（3,315 kg）であり、これは180 kg ほど軽い。旧日本海軍でいう「軽荷重量」のデータである。増槽を装備した重量8,130 lb（3,682 kg）のOverload状態でも、385 mph 弱（383 mph として616 km/h）と海軍航空本部の公称速度を上回る数値を出している。
イギリス軍もフィリピンに残された2機を接収して日本人に操縦させテスト飛行を行っているが、特に興味は引かれず本国へは持ち帰らなかった。

## 戦後

### 少年工
2013年（平成25年）には戦時中に少年工として雷電製造に携わった台湾人への叙勲が行われ、少年工たちは2000年（平成12年）に雷電をモチーフにあつらえたそろいのネクタイを締めて式典に集った。

### 現存する機体・部品

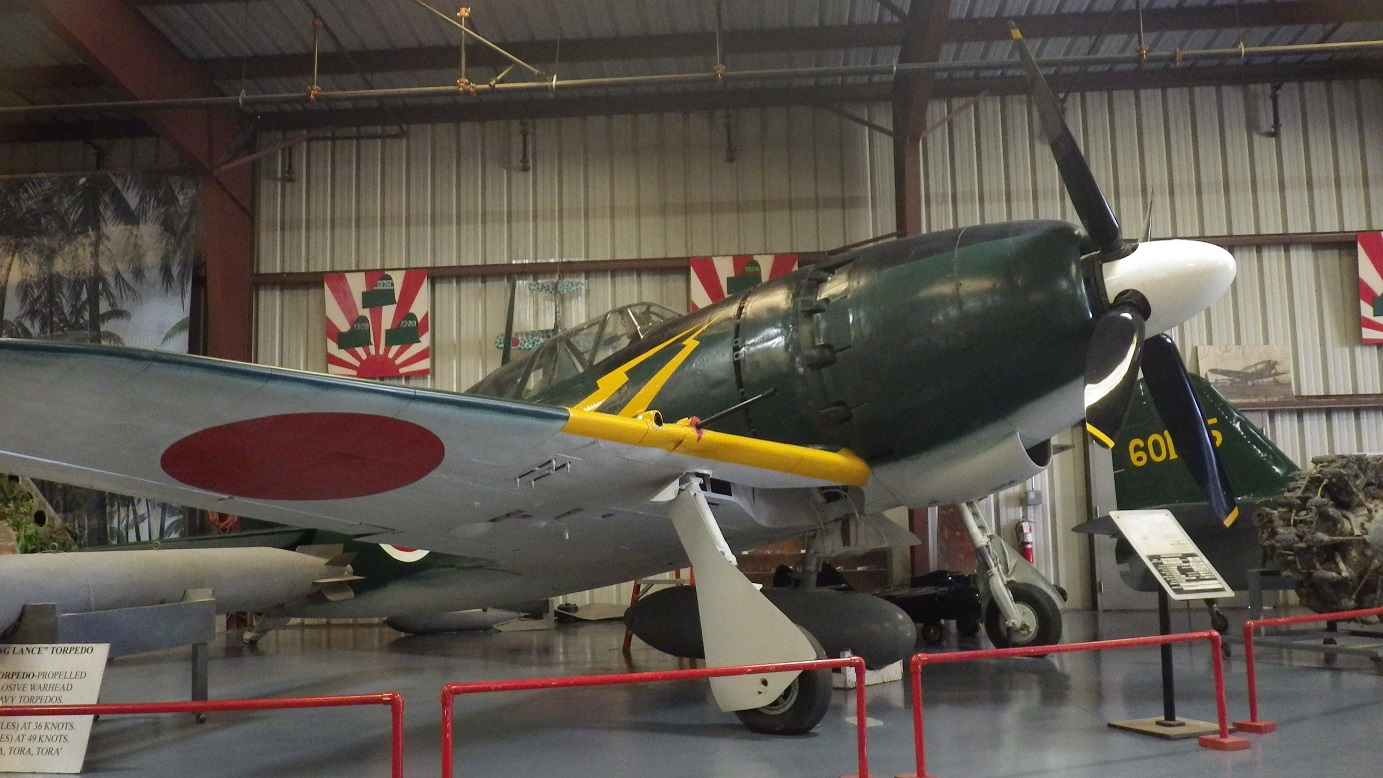
プレーンズ・オブ・フェイム航空博物館所蔵の雷電二一型

フィリピンで鹵獲された第三八一航空隊所属の二一型「81-124号機（製造番号3014号機）」がアメリカ・カリフォルニア州チノのプレーンズ・オブ・フェイム航空博物館に静態保存されている。塗装は太平洋戦争後に再塗装されたもので、胴体は三五二空戦闘六〇一小隊長機の稲光マークを模した塗装が施されているが、機番は三〇二空（厚木）所属を示す「ヨD-1158」になっている。
高座海軍工廠で製造されたとみられる部品が2020年（令和2年）1月17日、座間市役所へ寄贈された。
アメリカの調査団関係者が持ち帰った後に日本に戻った計器板も現存している。

## 登場作品

### 漫画
松本零士
『勇者の雷鳴』(戦場まんがシリーズ)
陸爆銀河を護衛する。
『潜水航法1万メートル』(戦場まんがシリーズ)
小林よしのり
『新ゴーマニズム宣言』
少年期の石原慎太郎に向かって機銃掃射をかけた米軍機を追い払った戦闘機として描かれている。

### ゲーム
『ブレイジング・エンジェル』（Blazing Angels：Squadrons of WWII）
尾翼番号ヨD-151を持つ。スキンを変更することができ、色はデフォルト（緑）とエース（白）の2パターン。
『零式艦上戦闘記』
通常の雷電の他に米軍の鹵獲仕様のS-12が登場する。
『War_Thunder』
コンバットフライトシミュレーターゲーム。プレイヤーの操縦機体として、一一型（試製雷電）（２０mm機関砲２艇、７，７ミリ機銃２艇）
二一型・三二型・三三型(20mm機関砲4挺、課金機体では30mm機関砲2挺)が登場する。
『War Wings』
スマートフォン用空戦ゲームアプリ。日本海軍機ティア7・J2M3及びティア8・J2M5がプレイ可能。
『荒野のコトブキ飛行隊 大空のテイクオフガールズ！』
各キャラクターの搭乗可能機体として登場。

### アニメ
『荒野のコトブキ飛行隊』
ラハマに保管されていた町長専用機として二一型が登場。ラハマに戦力となる航空機が九七式戦闘機と、赤とんぼ（九三式中間練習機）しかないため高い火力と速力を持つ本機は貴重な戦力となる。